# Карл Лудвиг фон Льовенщайн-Вертхайм-Вирнебург
Карл Лудвиг фон Льовенщайн-Вертхайм-Вирнебург (на немски: Karl Ludwig zu Löwenstein-Wertheim-Virneburg; * 29 септември 1712, Вертхайм; † 26 март 1779, Вертхайм) от фамилията Вителсбахи, е граф на Льовенщайн-Вертхайм-Вирнебург (1721 –1779). Фамилията Льовенщайн-Вертхайм е морганатичен клон на фамилията Вителсбахи.

## Живот
Той е петият син на граф Хайнрих Фридрих фон Льовенщайн-Вертхайм-Вирнебург (1682 – 1721) и съпругата му графиня Амьона София Фридерика цу Лимпург (1684 – 1746), дъщеря на граф Фолрат Шенк фон Лимпург (1641 – 1713) и графиня София Елеонора фон Лимпург-Гайлдорф (1655 – 1722).
Карл Лудвиг наследява през 1721 г. баща си заедно с братята си Йохан Лудвиг Фолрат (1705 – 1790), Кристиан Лудвиг (1707 – 1725), Фридрих Лудвиг (1706 – 1796), Йохан Филип (1713 – 1757), Вилхелм Хайнрих (1715 – 1773) и Георг Филип (1720 – 1739).
На 28 юни 1742 г. в Прага той се жени за фрайин Анна Шарлота Дейм-Щритец (* 22 януари 1722; † 28 декември 1783), дъщеря на Венцеслав Йохан Дейм, фрайхер фон Щритец, и Констанция Розалия Причовска.
Карл Лудвиг умира на 26 март 1779 г. на 66 години във Вертхайм. Синът му Фридрих-Карл Готлоб е издигнат от баварския крал Максимилиан I Йозеф Баварски на 19 ноември 1812 г. на княз на „Льовенщайн-Вертхайм-Вирнебург“, от 1812/1813 г. преименуван на княз фон „Льовенщайн-Вертхайм-Фройденберг“.

## Деца
Карл Лудвиг и Анна Шарлота имат децата:
- Фридрих Карл Готлоб (* 29 юли 1743, Вертхайм; † 29 август 1825, Кройцвертхайм), 1812 г. княз на Льовенщайн-Вертхайм-Фройденберг, женен на 23 март 1779 г. в Грумбах за графиня Франциска Юулиана Шарлота фон Салм, вилд- и Рейнграфиня в Грумбах (* 25 ноември 1744; † 30 декември 1820)
- Карл Фридрих (* 17 февруари 1748; † 20 май 1758)
- София Каролина (* 29 март 1749; † 20 май 1804)
- Лудвиг Фридрих Алберт (* 29 декември 1751; † 11 юли 1785), женен за Шарлота Фридерика Филипина фрайин фон Щайн цум Алтенщайн (* 24 юни 1754; † 21 март 1795)
- Каролина (* 17 март 1754; † 20 октомври 1830), омъжена за фрайхер Евгений Кристоф Филип фон Ракниц († 13 юни 1815)
- Фридерика Каролина Вилхелмине Амьона (* 17 март 1757; † 19 декември 1839), омъжена на 10/14 август 1778 г. във Вертхайм за полковник принц Фридрих Карл Лудвиг фон Хоенлое-Кирхберг (* 19 ноември 1751; † 12 септември 1791), развод 1785 г., син на княз Карл Август фон Хоенлое-Кирхберг